# سیارک ۴۹۲۷
سیارک ۴۹۲۷ (به انگلیسی: 4927 O'Connell، نامگذاری:1982UP2) چهار هزار و نهصد و بیست و هفتمین سیارک کشف شده‌است که در ۲۱ اکتبر ۱۹۸۲ کشف شد.
قدر مطلق سیارک برابر ۱۳٫۲۰ است.